# Ладсон (Південна Кароліна)
Ладсон (англ. Ladson) — переписна місцевість (CDP) в США, в округах Берклі, Чарлстон і Дорчестер штату Південна Кароліна. Населення — 15 550 осіб (2020).

## Географія
Ладсон розташований за координатами 33°0′33″ пн. ш. 80°6′28″ зх. д. / 33.00917° пн. ш. 80.10778° зх. д. (33.009253, -80.107750).  За даними Бюро перепису населення США в 2010 році переписна місцевість мала площу 18,19 км², уся площа — суходіл.

## Демографія
Згідно з переписом 2010 року, у переписній місцевості мешкало 13 790 осіб у 4680 домогосподарствах у складі 3575 родин. Густота населення становила 758 осіб/км².  Було 5013 помешкання (276/км²).
Расовий склад населення:
| - 61,5 % — білих - 26,3 % — чорних або афроамериканців - 2,2 % — азіатів - 0,8 % — корінних американців - 0,1 % — вихідців з тихоокеанських островів - 5,6 % — осіб інших рас |

До двох чи більше рас належало 3,6 %. Частка іспаномовних становила 11,3 % від усіх жителів.
За віковим діапазоном населення розподілялося таким чином: 29,5 % — особи молодші 18 років, 63,2 % — особи у віці 18—64 років, 7,3 % — особи у віці 65 років та старші. Медіана віку мешканця становила 32,2 року. На 100 осіб жіночої статі у переписній місцевості припадало 96,5 чоловіків;  на 100 жінок у віці від 18 років та старших — 93,7 чоловіків також старших 18 років.
Середній дохід на одне домашнє господарство  становив 60 942 долари США (медіана — 55 063), а середній дохід на одну сім'ю — 65 863 долари (медіана — 57 991). Медіана доходів становила 49 536 доларів для чоловіків та 29 870 доларів для жінок. За межею бідності перебувало 9,7 % осіб, у тому числі 12,3 % дітей у віці до 18 років та 5,0 % осіб у віці 65 років та старших.
Цивільне працевлаштоване населення становило 6803 особи. Основні галузі зайнятості: освіта, охорона здоров'я та соціальна допомога — 16,4 %, роздрібна торгівля — 15,9 %, виробництво — 14,1 %.